# Pseudolaueit
Pseudolaueit – bardzo rzadki minerał z klasy fosforanów.
Nazwa została nadana w 1956 roku i nawiązuje do podobieństwa do laueitu. 

## Właściwości
Krystalizuje w układzie jednoskośnym. Wykształca pryzmatyczne i  grubotabliczkowe kryształy, o zarysie sześciokąta, praktycznie tylko jako narosłe automorficzne. Występuje także w formie szczotek oraz rzadko w skupieniach kulistych. Jest minerałem kruchym, przezroczystym do przeświecającego. Posiada białą rysę oraz szklisty połysk. Jest polimorficzne z laueitem i stewartytem. 

## Występowanie
Występuje w pegmatytach bogatych w fosfor, jako produkt przeobrażenia pierwotnych fosforanów. Towarzyszą mu laueit, strunzyt, stewartyt oraz rockbridgeit.

## Miejsce występowania
Jego typową lokalizacją występowania jest Bawaria w Niemczech. Spotykany również w USA (przede wszystkim Dakota Południowa), Nowej Zelandii i Portugalii. 